# Estema
El estema o stemma (proveniente del latín, stemma, que a su vez deriva del griego, στέμμα, "árbol genealógico") es el árbol que puede formarse con las diferentes versiones, manuscritas o impresas, de un texto.

## Modo de representación
La representación es idéntica a la de un árbol genealógico. Se suele señalar con una mayúscula cada versión (las letras elegidas en orden alfabético o bien como la inicial del propietario u origen), y mediante letras del alfabeto griego (en mayúsculas o minúsculas) o bien las últimas minúsculas del alfabeto latino los modelos perdidas (original, apógrafo y arquetipo).

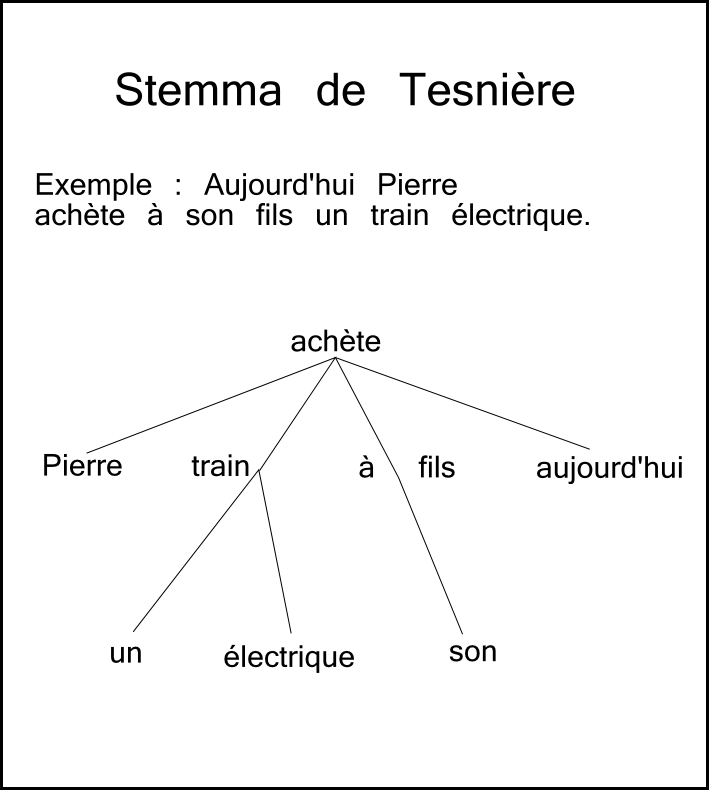
Ejemplo de un Stemma.